# Emilio Bunge
Emilio Vicente Bunge (Buenos Aires, Argentina, 13 de agosto de 1837 - Buenos Aires, Argentina, 2 de septiembre de 1909) fue un abogado, militar y político argentino, que llegó a ser Intendente de su ciudad natal entre 1894 y 1896.

## Infancia y juventud
Emilio Vicente Bunge nació el 13 de agosto de 1837 en la ciudad de Buenos Aires. Era el tercer hijo del matrimonio entre Carlos Augusto Bunge y María Genara Peña Lezica y Torrezuri. Era hermano del arquitecto Ernesto Bunge, estudió en la Escuela Alemana de Buenos Aires, se recibió de abogado y tuvo actuación militar.

## Trayectoria
En 1881 compró 12 leguas cuadradas de campos ganados con la Conquista del Desierto comandada por Julio Argentino Roca, en el actual partido de General Villegas, al noroeste de la provincia de Buenos Aires. Allí ideó la construcción de un pueblo, que se fundó el 5 de abril de 1905 y actualmente lleva su nombre.
Accedió al cargo de Intendente de la Ciudad de Buenos Aires el 14 de septiembre de 1894, mientras Luis Sáenz Peña era Presidente de la Nación. Cuando este renunció a su cargo, fue sucedido por su Vicepresidente José Evaristo Uriburu, pero Bunge permaneció en su cargo.
Durante su gestión se inauguró la Plaza Rodríguez Peña (1894) y dio impulso a las obras de construcción del Mercado Nacional de Hacienda del actual barrio de Mataderos.
Falleció en 1909, y sus restos descansan en el Cementerio de la Recoleta.